# Fang Kaixiang
Fang Kaixiang (chinesisch 方凯祥, * 12. Mai 1940) ist ein ehemaliger chinesischer Badmintonspieler und -trainer.

## Karriere
Fang Kaixiang war einer der bedeutendsten chinesischen Badmintonspieler der 1960er und 1970er Jahre. In dieser Zeit gab es noch eine strikte Trennung zwischen dem China-nahen Weltverband WBF und dem weitaus größeren Verband IBF, so dass sich Fang so gut wie nie mit den Größen des anderen Verbandes messen konnte. 1974, beim ersten Aufeinandertreffen mit dem Rest der asiatischen Spitzenklasse, gewann Fang Kaihsiang Silber bei den Asienspielen, wobei er im Finale gegen seinen Landsmann Hou Jiachang verlor. Nach seiner aktiven Karriere begann er eine Trainerlaufbahn. Unter anderem war er als Trainer Malaysias erfolgreich und gewann mit dem dortigen Männerteam Silber im Thomas Cup 1988. Ebenso trainierte er den Weltmeister Hendrawan.

## Referenzen
- Profil

| Personendaten    | Personendaten                            |
| ---------------- | ---------------------------------------- |
| NAME             | Fang, Kaixiang                           |
| ALTERNATIVNAMEN  | 方凯祥; Fang, Kai Xiang; Fang, Kaihsiang |
| KURZBESCHREIBUNG | chinesischer Badmintonspieler            |
| GEBURTSDATUM     | 12. Mai 1940                             |